# Savigny-Lévescault
Savigny-Lévescault är en kommun i departementet Vienne i regionen Nouvelle-Aquitaine i västra Frankrike. Kommunen ligger i kantonen Saint-Julien-l'Ars som tillhör arrondissementet Poitiers. År 2022 hade Savigny-Lévescault 1 247 invånare.

## Befolkningsutveckling
Antalet invånare i kommunen Savigny-Lévescault
| Referens: INSEE |